# التلفزة في السودان
يتمتع التلفزيون في السودان بنسبة انتشار منخفضة تبلغ حوالي 17%، حيث لا تستطيع العديد من الأسر تحمل تكلفة طبق الأقمار الصناعية، ويعتبر التلفزيون الأرضي هو المنصة السائدة. لا توجد محطات تلفزيونية أرضية خاصة، وتدير الحكومة هيئة الإذاعة والتلفزيون السودانية.

## التاريخ والحاضر
بدأ البث التلفزيوني رسميًا في السودان عام 1963. وفي السنوات الأولى، لم تكن تصل إلا لمسافة قصيرة من الخرطوم.
يوجد في السودان 18 قناة أرضية، واحدة منها فقط، وهي قناة النيل الأزرق، ليست مملوكة للدولة. تلفزيون السودان هو القناة الأرضية الرئيسية. هناك ثماني قنوات تلفزيونية مجانية وبث مباشر إلى المنازل مقرها الرئيسي في السودان، خمس منها مملوكة للقطاع الخاص، واثنتان مملوكتان للحكومة وواحدة ذات ملكية مختلطة. انتشار التلفزيون المدفوع لا يكاد يذكر في البلاد.

### الرقابة
تخضع محطات التلفزيون السودانية لقيود من الرقابة العسكرية للتأكد من أن الأخبار لا تتعارض مع وجهات النظر الرسمية والقيم الثقافية المتصورة. وتنتشر أطباق الأقمار الصناعية في المناطق الغنية، كما تحظى محطات التلفزيون العربية بشعبية كبيرة. بالإضافة إلى الخدمات التلفزيونية المحلية والفضائية، كانت هناك شبكة كابل للاشتراك، والتي تعيد بث الأخبار الأجنبية والبرامج الأخرى غير الخاضعة للرقابة مباشرة.
أغلقت الحكومة مكتب الجزيرة في أواخر عام 2003 واعتقلت رئيس المكتب بسبب برامج كاذبة مزعومة وتحليل سيئ للفظائع التي ارتكبت في دارفور. ودخل رئيس المكتب السجن، لكن الجزيرة أعادت فتح مكتبها بعد ذلك.